# I sista minuten
I sista minuten (originaltitel: North by Northwest) är en amerikansk thriller och actionfilm från 1959 i regi av Alfred Hitchcock. Den anses vara en av Hitchcocks absolut bästa filmer och rankas ofta som en av de bästa filmerna genom tiderna.
Filmen hade biopremiär i Sverige den 19 oktober 1959, utgiven av Sandrew Metronome.

## Handling
Den framgångsrike reklam-mannen Roger Thornhill (Cary Grant) blir av en slump kidnappad av en spion-liga ledd av Phillip Vandamm (James Mason), eftersom de tror att han är kontraspionen George Kaplan. Thornhill lyckas fly, men är snart jagad både av ligan och polisen, som tror att han är en mördare. Kaplan är en fiktiv person skapad av en amerikansk säkerhetstjänst som har lagt ut falska spår. Thornhill följer dessa spår och på tåget till Chicago möter han Eve Kendall (Eva Marie Saint), som hjälper honom.

## Rollista i urval
| Cary Grant           | – Roger Thornhill |
| Eva Marie Saint      | – Eve Kendall     |
| James Mason          | – Phillip Vandamm |
| Jessie Royce Landis  | – Clara Thornhill |
| Leo G. Carroll       | – Professorn      |
| Josephine Hutchinson | – Mrs Townsend    |
| Philip Ober          | – Lester Townsend |
| Martin Landau        | – Leonard         |

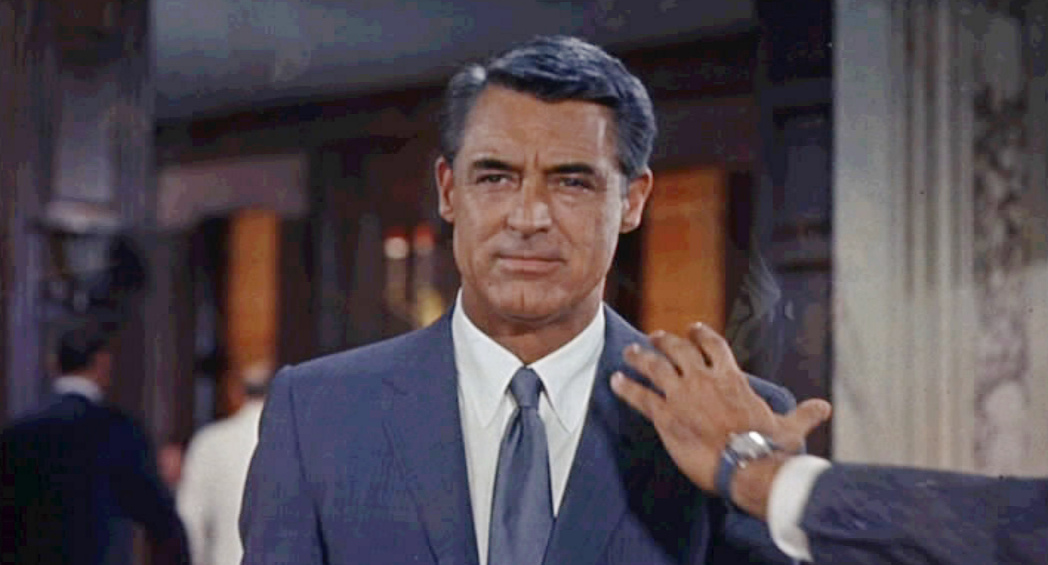
Cary Grant som Roger Thornhill.

Alfred Hitchcock medverkar själv i en cameoroll. Cirka 2 minuter in i filmen, precis efter texten "Directed by Alfred Hitchcock" synts, ser man honom springande mot en buss som dock slår igen dörrarna precis framför näsan på honom.

## Om filmen

### Produktion
James Stewart hade arbetat ihop med Alfred Hitchcock i Studie i brott (1958) och ville gärna ha rollen som Roger Thornhill. Hitchcock trodde dock att Stewarts ålder (född 1908) bidragit till att den filmen hade gått dåligt på biograferna. Istället valdes Cary Grant (född 1904), som medverkat i flera Hitchcock-filmer innan, bland annat Ta fast tjuven! (1955).

### Taxonomi
I sista minuten är en i raden av Alfred Hitchcocks filmer där en person blir oskyldigt utpekad. Andra filmer med samma tema är De 39 stegen (1935), Sabotör (1942), Fel man (1956) och Frenzy (1972).
Filmen har beskrivits som en tidig actionfilm och som en föregångare till James Bond-filmerna.

### Välkända scener
Tre scener som kom att bli filmhistoriskt välkända är
- Majsfält-scenen, där Thornhill jagas av ett besprutningsflygplan
- Flyktscenen på Mount Rushmore
- Slutsekvensen, där Thornhill och Kendall kysser varandra i en sovvagnskupé, följt av en inställning där ett tåg kör in i en tunnel